# Drumul Taberei

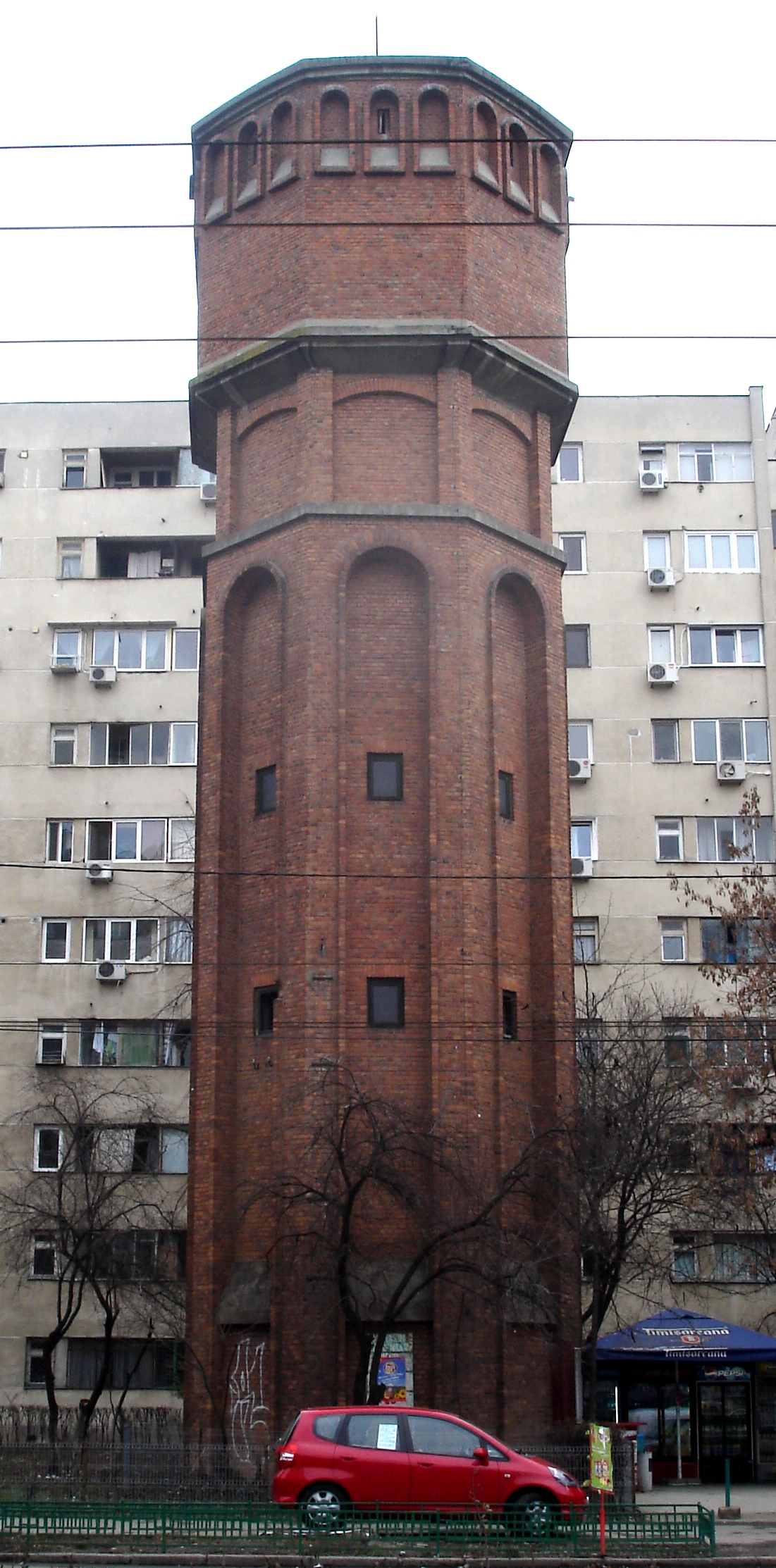
Toren in de wijk

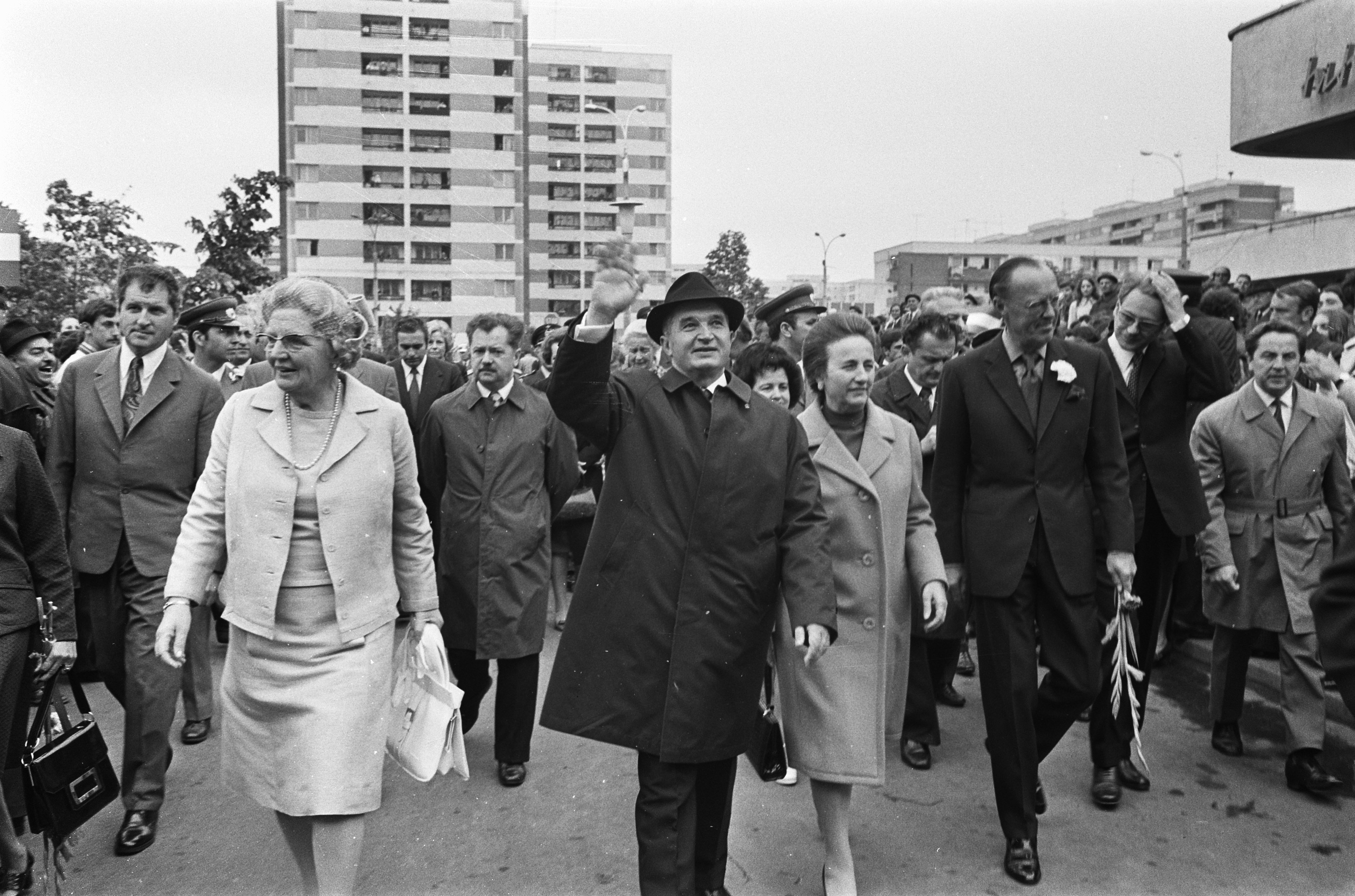
Koningin Juliana in de wijk, 1975

Drumul Taberei (Roemeens voor Kampweg) is een wijk in Zuidwest-Boekarest, de Roemeense hoofdstad. Drumul Taberei is een van de dichtstbevolkte wijken van Boekarest. Er zijn ook veel flats te vinden. De naam komt van de belangrijke boulevard Drumul Taberei en is er ook een park met dezelfde naam. 
Op 15 mei 1975 bezocht Koningin Juliana van Nederland, samen met Prins Bernhard en de Roemeense president Nicolae Ceaușescu, de wijk Drumul Taberei, als onderdeel van het bezoek van de koningin in Roemenië.
Districten: Sector 1 · Sector 2 · Sector 3 · Sector 4 · Sector 5 · Sector 6

Wijken: Băneasa · Berceni · Centru Civic · Colentina · Cotroceni · Crângași · Dristor · Drumul Taberei · Dudești · Ferentari · Floreasca · Giulești · Iancului · Lipscani · Militari · Obor · Olteniţei · Pantelimon · Pipera · Rahova · Tei · Titan · Văcăreşti · Vitan